# Mike de Albuquerque
Mike de Albuquerque (n. 24 iunie 1947, Wimbledon, Londra, Anglia) este un muzician englez.